# Citripestis
Citripestis är ett släkte av fjärilar. Citripestis ingår i familjen mott.
Kladogram enligt Catalogue of Life:
| Citripestis | \| \| Citripestis eutraphera \| \| \| \| \| \| Citripestis pectinicornella \| \| \| \| \| \| Citripestis sagittiferella \| \| \| \| |
|             | \| \| Citripestis eutraphera \| \| \| \| \| \| Citripestis pectinicornella \| \| \| \| \| \| Citripestis sagittiferella \| \| \| \| |
|             | Citripestis eutraphera |
|             | |
|             | Citripestis pectinicornella |
|             | |
|             | Citripestis sagittiferella |
|             | |